# Vũ Ngọc Đãng
Vũ Ngọc Đãng (sinh năm 1974) là nam đạo diễn, nhà biên kịch phim và nhà sản xuất phim người Việt Nam. Anh được biết đến qua vai trò đạo diễn các phim như: Những cô gái chân dài (2004), Bỗng dưng muốn khóc (2008), Đẹp từng centimet (2009), Hot boy nổi loạn (2011) hay Cô dâu hào môn (2024).

## Thời thơ ấu
Vũ Ngọc Đãng sinh năm 1974 tại Thái Bình. Anh từng theo học tại Đại học Sân khấu - Điện ảnh TP HCM, là học trò của NSƯT Công Ninh.

## Sự nghiệp
Phim được khán giả biết đến rộng rãi đầu tiên của Vũ Ngọc Đãng là Chuột (2001). Năm 2003, bộ phim Niềm tin do Ngọc Đãng đạo diễn giành giải nhì Cuộc thi phim ngắn toàn quốc 2002 - 2003. Năm 2004, anh cho ra mắt phim Những cô gái chân dài với tư cách là đạo diễn. Tác phẩm được giải Bông sen bạc Liên hoan phim toàn quốc lần thứ 14, trở thành phim tư nhân đầu tiên đoạt giải trong lịch sử lễ trao giải này.
Năm 2008, Ngọc Đãng cho ra mắt phim truyền hình Bỗng dưng muốn khóc với sự tham gia của cặp diễn viên Lương Mạnh Hải và Tăng Thanh Hà. Phim nhận được nhiều phản hồi tích cực từ phía khán giả.

## Danh sách tác phẩm

### Điện ảnh
| Năm  | Tựa phim              | Ghi chú                      |
| ---- | --------------------- | ---------------------------- |
| 2001 | Chuột                 | phim ngắn                    |
| 2003 | Niềm tin              | phim ngắn                    |
| 2003 | Nhà tiên tri ảo       | phim ngắn                    |
| 2004 | Những cô gái chân dài |                              |
| 2009 | Đẹp từng centimet     |                              |
| 2011 | Hot boy nổi loạn      |                              |
| 2015 | Con ma nhà họ Vương   |                              |
| 2016 | Vòng eo 56            |                              |
| 2017 | Hot boy nổi loạn 2    |                              |
| 2017 | Khi con là nhà        |                              |
| 2021 | Bố già                | Đồng đạo diễn với Trấn Thành |
| 2023 | Chị Chị Em Em 2       |                              |
| 2023 | Con nhót mót chồng    |                              |
| 2024 | Cô dâu hào môn        |                              |

### Truyền hình
| Năm  | Tựa phim               | Ghi chú   |
| ---- | ---------------------- | --------- |
| 2002 | Con gà trống           | diễn viên |
| 2006 | Tuyết nhiệt đới        |           |
| 2008 | Bỗng dưng muốn khóc    |           |
| 2009 | Ngôi nhà hạnh phúc     |           |
| 2014 | Vừa đi vừa khóc        |           |
| 2021 | Mẹ ác ma, cha thiên sứ |           |